# Andrew Wheating
Andrew Wheating (Norwich, 21 novembre 1987) è un ex mezzofondista statunitense.

## Palmarès
| Anno | Manifestazione      | Sede     | Evento       | Risultato  | Prestazione | Note                  |
| ---- | ------------------- | -------- | ------------ | ---------- | ----------- | --------------------- |
| 2008 | Giochi olimpici     | Pechino  | 800 m piani  | Batteria   | 1'47"05     |                       |
| 2011 | Mondiali            | Taegu    | 1500 m piani | Batteria   | 3'42"68     |                       |
| 2012 | Giochi olimpici     | Londra   | 1500 m piani | Semifinale | 3'44"88     |                       |
| 2015 | Giochi panamericani | Toronto  | 1500 m piani | Oro        | 3'41"41     |                       |
| 2015 | Campionati NACAC    | San José | 1500 m piani | Oro        | 3'45"08     | Record dei campionati |